# Heers
Heers è un comune belga di 6 812 abitanti, situato nella provincia fiamminga del Limburgo belga.